# Durgades distanti
Durgades distanti är en insektsart som beskrevs av Rao,k. och K. Ramakrishnan 1978. Durgades distanti ingår i släktet Durgades och familjen dvärgstritar. Inga underarter finns listade i Catalogue of Life.